# Bussum
Bussum là một đô thị ở Hà Lan, trong tỉnh Noord-Holland.

## Chính quyền địa phương
Hội đồng đô thị Bussum bao gồm 23 ghế, được chia ra như sau:
- VVD - 7 ghế
- PvdA - 5 ghế
- CDA - 4 ghế
- GroenLinks - 4 ghế
- D66 - 2 ghế
- CU - 1 ghế

## Nhân vật nổi tiếng sinh ởBussum
- Freddy Wittop (1911-2001), thiết kế thời trang
- Karel Thole (1914-2000), họa sĩ
- Paul Biegel (1925-2006), tác gia
- Thierry Veltman (1939), nghẹ sỹ
- Tineke Lagerberg (1941), vận động viên bơi lội
- Ronnie Tober (1945), ca sĩ
- Charles de Lint (1951), tác gia
- Huub Rothengatter (1954), đua xe
- Raoul Heertje (1963), comedian
- Anneloes Nieuwenhuizen (1963), vận độc viên hốc ki
- Ruud Hesp (1965), thủ môn bóng đá
- Ellen Elzerman (1971), vận động viên bơi lội
- Thekla Reuten (1975), nữ nghệ sĩ
- EliZe (1982), ca sĩ

## Giao thông
Thị xã Bussum có hai ga tàu hỏa: Naarden-Bussum và Bussum Zuid.